# Afric-American Picture Gallery
Die Afric-American Picture Gallery ist die Beschreibung einer fiktiven Ausstellung afroamerikanischer Kunst. Der Aktivist William Joseph Wilson veröffentlichte das Werk 1859 in sieben Teilen in der Zeitschrift The Anglo-African. Dabei verzichtete er auf jegliche Abbildungen, sondern reflektierte im Rahmen seiner Beschreibungen über die Situation Farbiger zu seiner Zeit, also vor dem amerikanischen Bürgerkrieg. Einige der beschriebenen Kunstwerke haben reale Vorbilder, andere sind vom Autor frei erfunden.

## Aufbau

### Erster Teil
Der Autor-Erzähler legt sein Verhältnis zur Kunst dar und betritt die Galerie. Es folgen Beschreibungen der ersten Bilder:
Bild 1: Das Sklavenschiff (in Jamestown),
Bild 2: Der erste und letzte farbige Herausgeber (wohl Samuel Cornish und Thomas Hamilton),
Bild 3: Der erste Märtyrer der Revolution (Crispus Attucks),
Bild 4: Sonnenuntergang in Abbeokuta,
Bilder 5 und 6: The Underground Railroad

### Zweiter Teil
Bild 7: Toussaint L'Overture,
Bild 8: Solouque und sein Hofstaat,
Bild 9: Mount Vernon (die Beschreibung ist von Verfall gekennzeichnet).
Zwei Besucher betreten die Galerie: Ein weißer Intellektueller, der über Publikationen Farbiger und über eine Statue Ira Aldridges in der Galerie redet sowie eine Dame, die sich verständnislos über die gezeigten Kunstwerke äußert.

### Dritter Teil
Bild 10: Ein neues Bild (ein Porträt des jungen Farbigen Tom, der in der Galerie seinen Dienst versieht),
Bild 11: Der schwarze Wald.
Bei der Betrachtung dieses Bildes wird dem Autor-Erzähler von Tom die Einladung eines Unbekannten in den schwarzen Wald überbracht, wo er sich weitere Bilder anschauen solle. Am nächsten Morgen macht er sich auf die Reise.
Bild 12: Zwei Porträts, die aufgehängt werden müssten (ein Sklavenhalter und ein Sklavenjäger, die der Autor-Erzähler auf der Reise trifft),
Bild 13: Ein Bild außerhalb der Galerie (die Ankunft im schwarzen Wald),
Bild 14: Porträt eines Mannes (Zusammentreffen mit seinem Gastgeber).

### Vierter Teil
(Im Originaltext wird dieser Teil ebenfalls als dritter Teil bezeichnet.)
Der Gastgeber, der als Bernice vorgestellt wird, zeigt dem Erzähler weitere Kunstwerke, darunter auch ein weiteres Exemplar des Porträts von Tom.
Er liest und überträgt einen rätselhaften, in fremden Zeichen geschriebenen Text mit dem Titel Jahr 4000. Die Amekaner, oder die milchweiße Rasse. Er beschreibt, wie Menschen mit milchweißer Haut, kalkartigen Gesichtern, langen, ungekämmten Haaren und kantigen Gesichtszügen die Vorfahren des Erzählers unterdrückten, jedoch schließlich verschwinden. Ob es sich dabei um Fiktion, Geschichte oder eine Prophezeiung handele, sei schwer zu sagen.
Schließlich zeigt Bernice ihm einen angeketteten Gefangenen, den er als Mörder beschreibt und der einst seine, Bernices, Familie als Eigentum behandelt habe.

### Fünfter Teil
Nach seiner Rückkehr aus dem schwarzen Wald setzt der Erzähler seinen Gang durch die Galerie fort.
Bilder 19 und 20: Predigt (über Gehorsam gegenüber seinen Herren) und nach der Predigt (zufriedene farbige Zuhörer im Vordergrund, ablehnende im Hintergrund),
Bild 21: Ein Porträt von Phillis Wheatly. Während der Erzähler noch mit dem Bild beschäftigt ist, kündigt Tom eine Gruppe von Besuchern an.

### Sechster Teil
Ein Doktor, ein Professor, ein Philosoph, je eine kleine schwarzgekleidete, eine hochgewachsene, eine dicke Dame sowie eine aus dem Ausland, zwei Herren mit weißen Halstüchern und langen schwarzen Mänteln besuchen die Galerie und diskutieren teils kontrovers über die zur Schau gestellten Werke, darunter
Bild 26: Condition (Ansicht eines ausgemergelten jungen Farbigen in einer Landschaft, die die Besucher zu einem Gespräch über die Gründe der Situation der Farbigen anregt),
nicht nummerierte Bilder: First colored convention, Landleben im westlichen Amerika, Stadtleben,
Bild 27: The first convention (über die First colored convention), Philadelphia 1830

### Siebter Teil
Unter der Überschrift Die Anfänge der Underground Railroad berichtet ein gewisser Bill dem Erzähler, wie er mit Schwierigkeiten und über Umwege aus der Sklaverei in den Norden gelangt ist.

## Rezeption
Das Werk wird in der Kurzgeschichte Heads of the Colored People: Four Fancy Sketches, Two Chalk Outlines, and No Apology von Nafissa Thompson-Spires erwähnt.